# Congrégation américano-cassinaise

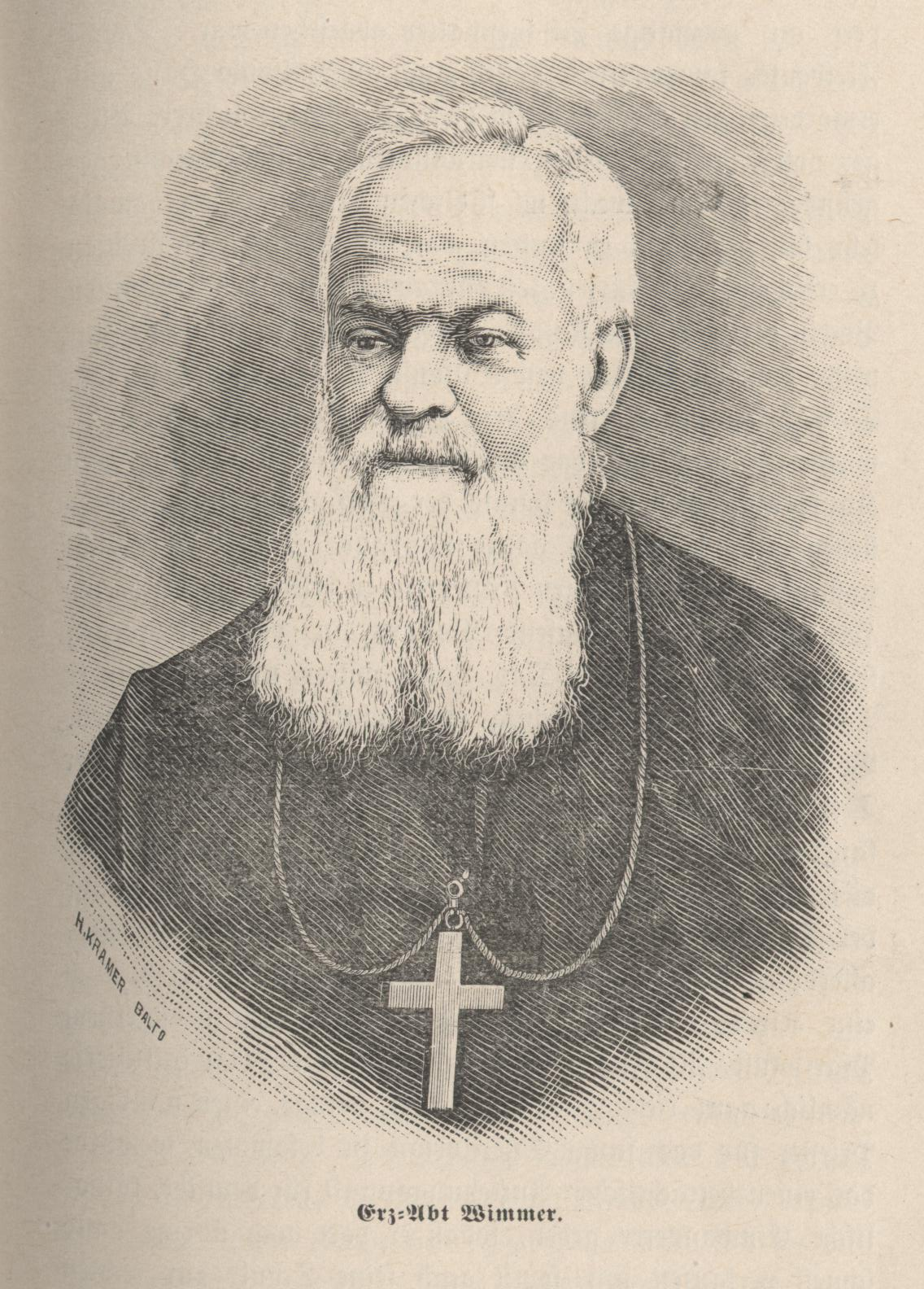
Le P. Boniface Wimmer (1809-1887), premier archi-abbé de Latrobe et abbé général de la congrégation

La congrégation américano-cassinaise est une congrégation ou union d'abbayes et de prieurés bénédictins autonomes appartenant à la confédération bénédictine de l'Ordre de Saint-Benoît.
Elle a été érigée le 24 août 1855 par la lettre apostolique Inter ceteras de Pie IX sous le patronage des saints anges gardiens. Elle comprend vingt maisons (abbayes et prieurés) indépendantes et huit prieurés dépendants, essentiellement aux États-Unis, mais aussi au Canada, au Brésil, en Colombie, à Porto Rico, à Taïwan et au Japon.
Son archi-abbaye est l'abbaye Saint-Vincent de Latrobe, la communauté bénédictine la plus grande du monde (170 moines).
La congrégation comprenait 868 moines en 2007. Elle est dirigée par l'abbé-général, le T.R.P. Timothy Kelly, osb, de l'abbaye de Collegeville.

## Liste des maisons de la congrégation
Selon la date de fondation :
- Archi-abbaye Saint-Vincent de Latrobe (Pennsylvanie) (1846) fondée par l'abbaye de Metten (congrégation bénédictine de Bavière), dont dépendent un prieuré à Savannah (1877), le monastère Saint-Benoît à Vinhedo au Brésil (1650, rétabli 1964), et le prieuré Wimmer à Taïwan (1964).
- Abbaye de Collegeville (Minnesota) (1856) fondée par la précédente
  - Abbaye de Lacey (Washington) (1899) fondée par la précédente
  - Abbaye du Tepeyac, fondée par Collegeville au Mexique (1946)
  - Abbaye Saint-Antoine (Porto Rico), fondée par Collegeville (1947)
  - Monastère bénédictin de Fujimi (Japon) fondé par Collegeville
- Abbaye d'Atchison (Kansas) (1857)
  - Monastère de Mineiros (Goias, Brésil) (1962) fondé par Atchison
- Abbaye de Morristown (New Jersey) (1857)
  - Abbaye Saint-Anselme (Manchester) (1889) fondée par la précédente
    - Prieuré de Woodside (Californie) (1957) fondé par la précédente dont il dépend
- Abbaye de Newark (New Jersey) (1857)
- Abbaye de Belmont (Caroline du Nord) (1876)
  - Abbaye de Saint-Léon (Floride) (1889) fondée par la précédente
  - Abbaye de Richmond (Virginie) (1911)
- Abbaye de Lisle (Illinois) (1885)
  - Abbaye Saint-André de Cleveland (Ohio) (1922)
  - Prieuré bénédictin de Chiayi (Taïwan) (1966) dépendant de Lisle
- Abbaye Saint-Bernard (Alabama) (1891)
- Abbaye Saint-Bède (Illinois) (1891)
- Abbaye de Muenster (Canada) (1892)
- Abbaye Saint-Grégoire (Shawnee) (Oklahoma) (1875) fondée par l'abbaye de la Pierre-Qui-Vire (France)
- Abbaye de Richardton (Dakota du Nord] (1893) fondée par l'abbaye d'Einsiedeln (Suisse)
  - Monastère bénédictin de Tibati (Bogota, Colombie) fondé par la précédente
- Abbaye de Mount Saviour (État de New York) (1950) fondée par l'abbaye de Maria Laach (Allemagne)

Trois maisons ont été supprimées : le prieuré Saint-Maur en 2004 (fondé par l'abbaye de Collegeville en 1947), le monastère Saint-Augustin aux Bahamas en 2005 (fondé par l'abbaye de Collegeville en 1947), l'abbaye de Holy Cross (Colorado) en 2005 (fondée en 1886).
Une maison est sortie de la congrégation en 2006 : le monastère de la Sainte-Trinité de Butler (Pennsylvanie), fondé par Lisle en 1948.